# Риссенберг, Илья Исаакович
Илья́ Исаа́кович Риссенбе́рг (укр. Ілля Ісаакович Ріссенберг; 17 ноября 1947, Харьков — 30 августа 2020, там же) — украинский поэт (писал преимущественно на русском языке). Лауреат «Русской премии» 2011 года.

## Биография
Родился в семье инженера-химика, начальника лакокрасочного цеха, участника Великой Отечественной войны Исаака Давидовича Риссенберга (1914—1972) и преподавательницы литературы Лии Львовны Донде (1919—1999). Окончил школу с золотой медалью, химический факультет Харьковского государственного университета. Работал тренером по шахматам (имел разряд мастера спорта, по другим сведениям — кандидата в мастера спорта), ассистентом преподавателя философии и истории, социальным работником. Вёл клуб русской поэзии при Харьковском еврейском культурном центре «Бейт Дан». Жил в Харькове.
Публиковался в журналах «Воздух», «Дети Ра», «Крещатик», «Новый мир», «©оюз Писателей», «Соты», «СТЫХ», Homo Legens, газетах «Слобідський край», «Харків’яни», альманахах «Новая Камера хранения», «Новый Ковчег», «двуРечье», антологиях «Освобождённый Улисс», «Библейские мотивы в русской лирике XX века», «Украина. Русская поэзия. XX век», сетевых изданиях «Артикуляция», «Букник», «Полутона». Автор стихотворных сборников «Третий из двух» (2011), «ИноМир. Растяжка» (2016), «Обращение» (2018). Шорт-листер премии Андрея Белого (2011), лауреат «Русской премии» в номинации «поэзия» (2011) за сборник «Третий из двух».

## Отзывы
Представляя читателю одну из первых крупных поэтических публикаций Ильи Риссенберга, русский писатель, переводчик и журналист Станислав Минаков сообщает: «Истоками и составляющими духопоэтики Ильи Риссенберга мне представляются русский фольклор (песенный — традиционный и городской), еврейская религиозность (псалмотворчество). Нетривиальная музыкальность, своеобразие просодии, тяготение в творчестве к звуку (где каждый элемент аукается с каждым, за которым в большей или меньшей степени интуитивно проступает смысл, делают стихи И. Риссенберга выдающимися. Самовитость звука иногда уводит поэта в те эмпиреи, где его читатель зачастую уже не в состоянии пробиться к смыслу, и, кажется, в такое же положение попадает сам сочинитель. В любом случае мы должны довериться самодостаточности этих текстов (назовите их, если угодно, псалмы), этим „заговариваниям“, и сохранить их для читателей — возможно, более проникновенных».
По мнению русского писателя, переводчика и критика Олега Юрьева, с 1991 года жившего в Германии, «Илья Риссенберг, человек с немецкой фамилией, которую на славянский можно было бы перевести как… ну, скажем, Разрывгора, несколько десятилетий упорно, безоглядно, безотрывно строит в своих стихах пятый восточноевропейский язык». В качестве строительного материала для нового языка «годится всё — и Даль, и вчерашняя бесплатная газета, и вообще любое славянское, еврейское и тюркское слово. <…> Язык шевелится, изменяется, проявляется, находит свою парадигматику, определяет свои лексические и синтаксические границы, нащупывает собственные способы словообразования и фразостроения, в том числе связанные с его еврейской природой <…>. И это — ни с чем не сравнимое зрелище; следить за этим — как вживую присутствовать при горообразованье».
Согласно российскому прозаику и литературному критику Олегу Дарку, «у истоков этого сложного, составного, тёмного, а то и невнятного языка Риссенберга, полурусского, полуукраинского, полу-вновь-сотворённого, — стремление не то чтобы даже создать (Риссенберг традиционалист, мы помним), а вновь найти воплощение тому небывалому, нездешнему, невероятному языку, на котором говорит только Полигимния. Да и то не всегда».
В рецензии на первую книгу стихов Ильи Риссенберга украинская писательница и педагог Елена Донская замечает: «Как символисты воспитали читателя для всего Серебряного века, так теперь Риссенбергу приходится воспитывать читателя для одного себя. Но, возможно, так случается со всяким новым поэтом».

### Об Илье Риссенберге
- Минаков С. А. [Илья Риссенберг] // Соты. — 2002. — № 5—6.
- [Минаков С. А.]. Илья Риссенберг // Письменники Харкова : довідник / Схід-укр. біограф. ін-т укр. літ. фонду, Харків. від-ня, Акад. держ. управ. при Президенті України, Харків. філія ; ред. О. Ковалевський ; авт. післямови: Р. Мельников[укр.], С. Сапеляк, О. Ковальова[укр.]. — Х. : Майдан, 2003. — 352 с. : портр. — ISBN 966-7903-85-0.
- Мельников Р. В., Юрий Цаплин. Северо-восток юго-запада : (о современной харьковской литературе) // Новое литературное обозрение. — 2007. — № 3 (85).
- Губницкий С. Б. И. Риссенберг // Шахматный Харьков (1759—2008). — Х. : «СИМ», 2009. — С. 490 [портр.], passim. — ISBN 978-966-8549-54-0.
- Юрьев О. А. Илья Риссенберг: На пути к новокнаанскому языку // Букник. — 2010. — 23 марта.
- Дарк О. И. Вратоземье Ильи Риссенберга // Воздух. — 2010. — № 1.
- Донская Е. Г. Про читателя, войдущего в книгу единственную, но не первую // ©оюз Писателей. — 2012. — № 1/2 (14). — С. 292—302.